# كورومي (فوكوكا)
مدينة كورومي (بالإنجليزية: Kurume)‏ هي أحد المدن التابعة لمحافظة فوكوكا. تأسست رسميًا في 1889-04-01. ويقدر عدد سكانها بـ 305147 نسمة حسب تقدير مكتب الإحصاء الياباني لعام 2012. تبلغ مساحة كورومي 229.84 كم2. بكثافة سكانية تبلغ 1328 نسمة/كم2.

## توأمة
لكورومي (فوكوكا) اتفاقيات توأمة مع كل من:
- موديستو
- خفي

## أعلام
- شيغه-رو أوكي
- رينا تاناكا
- سيجي ساكاجوتشي
- هيروشي يوشيدا
- سايكو ماتسودا